# Klumpfrölöpare
Klumpfrölöpare (Harpalus froelichii) är en skalbaggsart som beskrevs av Sturm 1818. Klumpfrölöpare ingår i släktet Harpalus, och familjen jordlöpare. Enligt den svenska rödlistan är arten nära hotad i Sverige. Arten förekommer i Götaland och Öland. Arten har tidigare förekommit på Gotland men är numera lokalt utdöd. Artens livsmiljö är jordbrukslandskap, stadsmiljö.